# Phlyctochytrium planicorne
Phlyctochytrium planicorne är en svampart som beskrevs av G.F. Atk. 1909. Phlyctochytrium planicorne ingår i släktet Phlyctochytrium och familjen Chytridiaceae.   Inga underarter finns listade i Catalogue of Life.